# سلطان الأدغم
سلطان الادغم، الشيخ والفارس والشاعر من قبيلة سبيع

## أسمه ونبذه عنه
هو الشيخ سلطان بن سطام بن ناجي بن سلامه الادغم السبيعي من فخذ الصمله من بني عمر من قبيلة سبيع.
من مواليد سنة 1255هـ تقريباً وتوفي في الأحساء سنة 1354هـ.
جمع الفروسية والشعر والمشيخة والقيادة، قابله الضابط البريطاني ديجوري على آبار الرمحية سنة 1353هـ وقد وصفه بشيخ قبيلة سبيع وتقرير جيرالد دي جوري متوفر في الأرشيف البريطاني برقم FO371/19013 
وقال عنه المؤرخ والأديب فهد الفردوس العجمي في كتابه تاريخ العجمان في قديم الزمان:(وسبيع غنيين من التعريف لأنهم أعز القبائل بالأفعال والشجاعة والكرم وحسن الجوار ومن مشاهيرهم القدامى... وأيضاً من أبرزهم عساف أبوثنين وسلطان الادغم ومن أبرزهم ناجي الادغم)
وعزوة الادغم هي أخو مجداء وقد أشتهر أجداده ناجي وسلامه الادغم بالكرم والشجاعة والفروسية والأمارة.
وخواله هم السحمة من الجحادر من قبيلة قحطان وجده هو الفارس ناصر ابن جراد السحيمي.
وهو أحد شيوخ قبيلة سبيع بن عامر الغلباء وأحد أهم عقداء بيارق القبيلة وشارك في معارك تأسيس المملكة العربية السعودية مع عبد العزيز آل سعود

## ألقابه
- (الكامل)[7] لقب بهذا الاسم من قبل قبيلته سبيع وقد قال الكاتب / إبراهيم الخالدي في كتابه العزاوي والألقاب بأنه لقب بهذا اللقب لكونه فارس وكريم وشاعر ووسيم.[8]
- (الشمالي) لأنه عاش أكثر من 30 سنه في شمال الجزيرة العربيه وتطبع بلهجة شمر خصيصاً
- (أبو شوارب) لأن شواربه كثيفه وطويله ويضعها أحياناً خلف أذانيه

## قصائده
لسلطان الادغم قصيده في عبد العزيز آل سعود ذكرها الأستاذ محمد بن دخيل العصيمي بمناسبة الذكرى المئوية في جريدة اليوم من خلال عمود أسماه شعراء التوحيد أيام الذكرى المئوية
وذكر أن الأمام عبد العزيز أخذ يعد العدة ويختار الرجال لغزوته المشهورة معركة جراب عام1333هـ وتقدم له الأدغم مبديا إستعداده للمعركة
ولكن الإمام لاحظ في يده إصابة من غزواته السابقة وقال له إننا لن نسمح لك بالمشاركة يا ( سلطان ) لكبر سنك ولكون يدك ما زالت بها إصابة من غزواتنا السابقة وعندما تأخرت الأخبار عن سلطان قال هذه القصيدة:
| سلطان الأدغم | الشيـخ شـد وبالمسانـيـد فــازي***وبجيرة الله يالشجاع أصعب الـراس يا راكبن وجـنـا عليها الـكـازي***مامونتن مدراجها مـن بنـي يـاس لا من تنحت مـع حمـادن عـزازي***شبيـه ربـدا طالعـت زول قنـاص ركابهـا ما هـوب تاجـر جـزازي***عميل هجنن لأشهب اللال قـد قـاس يوصل سلامن مثل نقـش الغـوازي***قولـن للأدغـم كاتبينـه بقرطـاس سلم علـى شيخـن بعيـد المغـازي***عبدالعزيز الحبس قطـاع الأرمـاس قل كيـف ياللـي للمعـادي نحـازي***شيخن على شيخن عريب على ساس وصلـت حبلن قاصـرن ما يساقـي***لينه تثنى فأزرق الجـم ثـم قـاس وصقلت لك سيفن ثقيـل المـرازي***لين استوى له شذرتن تقطع الـراس سيفك هل العوجاء فهـودن اعـزازي***صبيان عركاتن على الحـرب يبـاس لا جاء نهارن فيـه كثـر التعـازي***ثم شب فيه ابليـس ضـون بمقبـاس وردوا هل العوجاء بغيـر اهتـزازي***وكم طوعوا بسيوفهم من صعب راس طير السعـد ما لـه حلين يـوازي***عدل المناكب لبرق الريـش عفـاس إليا اعتلـى جـرد الرمـك ما يهـازي***عوق العديم اللي براسه قسـى بـاس يا ما علـى ماجـوب شفـه نــلازي***نارد حياض الموت وندوس مـا داس نوبن ينطحنـا إلـقـاح المـلاقـي***ونوبن يفرشنا العدو شيـن الأجنـاس لعـل عـودن خلـفـه ما يـعـازي***ربي عسـاه بعالـي العـز جـلاس ولعـل بطنن زهملـه ثـم بـازي***في جنة الفردوس والخيـر غطـاس وأنا أذكـر الله عـد نبـت الخـرازي *** وعدة حصى الصمان ورمال الأطعاس | سلطان الأدغم |

وقال الشاعر / سـلطان الأدغـم قصيده يخاطب ابنه ناصر بعد ما غزاه الشيب:
| سلطان الأدغم | اليوم يا ناصر غزا شاربي شيب***من عقب ما كنه جناح العقابي عقب العلوم وعقب ذيك التعاجيب***اليوم عود وفي مروفة أحبابي يا ما رقينا في طويل المراقيب***دليلة للهجـن خضـع الرقابي ويا ما جذبناهـن لدار الأجانيـب***برهراهتن يزمي وراها السرابي وإن وردوا عدٍ قليل التشاريب***أدلهن رسن بعيدٍ وغابي أدل من مشقاص هـدف العراقيب***لا وردت حوض مقفدات العقابي وإن لحقت الفزعات مثل العياسيب***والجيش خف ولا بزاه الترابي أردها لعيون زين التعاجيب***وأخرب الفزعه بضرب الصوابي وأقدم على حوض المنايا إلياهيب***وإن هابوا الرديان مانيب أهابي وإليا رزقنا الله بذودٍ حنازيب***أفرح اللي من ربوعي هقابي ولا نيب دعبول هروجــه رباريب***سوه على ربعه غضير الشبابي شري على الفزعة بكثر التصاويب***وأثني إلى نار الذليل الرعابي | سلطان الأدغم |

وقد ورد سلطان الادغم على بئر ماء ومعه أحد افراد جماعته شاب وسيم
فوجد عليه فتاة كانت قريبه من الماء فطلب ان تعطيه ماء هو وصاحبه
فأعطت الشاب في قدح وأعطته في الفراشيه الذي يستخرج الماء بها من البئر
وكان كل ما اراد يشرب منها نثرت الماء عليه
فقال : للفتاه منتقدها لماذا عطيتي الشاب في القدح وانا في الفراشيه فقالت الفتاة : شايب ونفسك عيافه فقصد الادغم:
| سلطان الأدغم | يابنت والله مابهرجك خمالى***وانحاس بالى يوم طريتى الشيب والشيب هو قبله وجيه الرجالي***زحول الرجال اللى تسموا على الطيب كم أشمطن لاهاب بعض العيــالي***يارد على حوض المنايا لياهيب وخطو الغليم لو بوجهه جمالى***يجيك دعبولن هروجه رباريب كباي لكربت عليه الحبالي***نقاز في وجيه الدنايا الاصاحيب يابنت ياللى مثل وصف الغزالي***يا أم الجعود اللى تنثر على الجيب إنتي من اللى يبعدن المفالى***شقح البكار اللي زهن الدباديب والامن عوس الغنم الطفالي***صفر العيون اللى يفرسهن الذيب فلما سمعت ذلك أسفت على مابدر منها وقاطعته بان لايكمل فقال خوذي كلامن مثل نقد الريالي***لابه عذاريبن ولابه شواذيب | سلطان الأدغم |